# Juan de Tecto
Fray Johan Dekkers (Gante, ca. 1476 - Honduras, 1525), también llamado Jean Couvreur o Juan de Tecto, fue un teólogo y misionero franciscano flamenco, uno de los primeros en arribar a México y el primer misionero que morirá en la Nueva España junto a otros misioneros.

## Biografía
Fraile franciscano de la rama observante, fue profesor de teología en París durante 14 años. Lector del convento observante de Ruan (Rouen) antes de 1518. Coautor, junto a Nicolaus Denyse, guardián del convento de Ruan y vicario provincial de la Provincia Franciae Parisiensis de la orden, del "Speculum Mortalium sive Opus Quattuor Novissimis" (publicado en Amberes por Hendrik Eckert van Homberch en 1518). Fue el primer guardián del convento observante intra muros de Brujas, que albergaba una importante escuela de arte. Posteriormente será también guardián del convento de Gante y confesor de Carlos V.
En 1522 acompaña a Jean Glapion en su viaje misional al Nuevo Mundo. Después de la muerte de Glapion en Valladolid, continuará junto a sus compañeros Pedro de Gante y Juan de Aora. Llegaron a Veracruz en agosto de 1523, se dirigirán a México-Tenochtitlán. Pero la ciudad en ruinas después de ser sitiada y asaltada por Hernán Cortés, y asolada por la peste, no será un lugar propicio para los frailes. Cortés les aconseja alojarse en Texcoco, donde comenzarán su labor de misioneros y el estudio del náhuatl. Se atribuye a fray Juan  haber respondido, ante una pregunta acerca de cómo alejar a los indígenas de su "idolatría" (sus religiones ancestrales), que era necesario aprender «...la teología que de todo punto ignoró san Agustín», con referencia a las lenguas indígenas.
En octubre de 1524 acompaña la expedición que Cortés realiza a "Las Hibueras" (Honduras), en persecución de Cristóbal de Olid. La expedición fue un desastre: al hambre, las enfermedades y el territorio inexplorado se sumó el descontento de la tropa, en particular por el asesinato de Cuauhtémoc. Casi al final de la expedición, Cortés se entera de que Olid había muerto degollado en Naco, y ordena embarcar a todos los misioneros hacia Cuba.
Según algunas fuentes, fray Juan de Tecto murió asesinado por Hernán Cortés por haberle negado información sobre la confesión de Cuauhtémoc, de esta forma Tecto habría sido colgado en el mismo árbol que el último tlatoani. De acuerdo a la Historia eclesiástica indiana del historiador fray Gerónimo de Mendieta, Tecto efectivamente acompañó a Cortés en esta expedición, pero murió de hambre: «Faltaron los alimentos de tal suerte, que mucha gente murió de hambre, y entre ellos el bendito fray Juan de Tecto; arrimándose a un árbol de pura flaqueza, dio allí el alma a Dios, que no fue pequeño género de martirio». En contraste, ni las Cartas de Relación de Cortés, ni la Historia verdadera de la conquista de la Nueva España de Bernal Díaz del Castillo mencionan que Tecto hubiese ido en la expedición a Hibueras. El historiador mexicano Joaquín García Icazbalceta, en la nota 25 de la biografía de Pedro de Gante, realizó la aclaración diciendo que: «De la suerte del P. Tecto no hay hasta ahora duda: todos convienen en que durante la expedición murió de hambre arrimado a un árbol».